# Cæsar Peter Møller Boeck

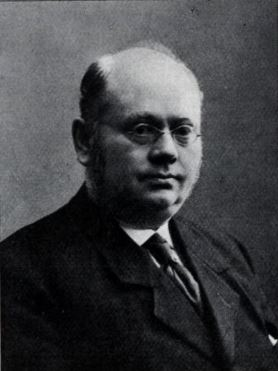
Cæsar Peter Møller Boeck

Cæsar Peter Møller Boeck [ˈbuːk] (* 28. September 1845 in Lier, Drammen; † 17. März 1917 in Kristiania, heute Oslo) war ein norwegischer Dermatologe. Besonders bekannt wurde Boeck durch die Beschreibung der Sarkoidose, unter anderem auch bekannt als Morbus Boeck.

## Lebenslauf
Cæsar Peter Møller Boeck wurde in Lier geboren, einem Vorort der norwegischen Stadt Drammen. Sein Vater, Cæsar Boeck (1807–1884), war Schiffskapitän, seine Mutter war Ellen Petronelle Holter (1819–1884). Ursprünglich stammte seine Familie aus Flandern, woher sein Großvater im 18. Jahrhundert nach Norwegen immigrierte, um im Holzgeschäft erfolgreich zu werden.
Er wuchs in Drammen auf und absolvierte hier seine Schulausbildung, die er 1864 abschloss. Danach begann er sein Medizinstudium in Christiania (heute Oslo) und schloss es 1871 ab. Danach arbeitete er sporadisch am Rigshospitalet, dem städtischen Krankenhaus Christianias, und im Jahr 1872 auch als Epidemiologe in Sarpsborg, wo in dem Jahr eine Typhus-Epidemie ausbrach. Danach arbeitete er als praktischer Arzt im Bereich der Stadt Brevik.
Von 1874 bis 1875 bereiste Cæsar Boeck Österreich, England und Frankreich. In Wien blieb Boeck sieben Monate und arbeitete mit Ferdinand von Hebra (1816–1880) an dessen dermatologischem Institut.
Nach seiner Rückkehr nach Norwegen arbeitete er zuerst in Egersund als Epidemiologe bei einem Ausbruch der Pocken und ging 1878 wieder an das Rikshospitalet als Assistenzarzt in der dortigen Hautklinik, an der sein Onkel Carl Wilhelm Boeck (1808–1875) Chefarzt war. Diesen vertrat er während einer kurzen Krankheit desselben. Neben seiner Arbeit widmete er einige Zeit internationalen Kongressen zur Dermatologie und ging von 1885 bis 1886 nach Deutschland und Frankreich, um dort neue Methoden der Mikroskopie zu erlernen und verschiedene Hautkrankheiten zu studieren. Den Hauptteil dieser Zeit verbrachte er in Paris.
Am 14. September 1882 heiratete Cæsar Boeck Hansine Doxrud (1862–1953). Am 1. Januar 1889 wurde er Chefarzt der Hautklinik am Rikshospitalet. Am 30. Januar 1895 wurde er zum außerordentlichen Professor an der medizinischen Fakultät der Universität ernannt, 1896 dann zum ordentlichen Professor der Medizin.
Boeck besuchte während seiner Laufbahn eine Reihe von internationalen Kongressen. So war er 1880 als einer der vier Vizepräsidenten auf einer medizinischen Tagung in Berlin. Auch auf den vier ersten internationalen dermatologischen Tagungen (Paris 1889, Wien 1892, London 1896 und Paris 1900) war er anwesend. 1898 hielt er die Eröffnungsrede beim Jahrestreffen der British Medical Association und 1902 war er offizieller Vertreter der norwegischen Regierung bei der internationalen Konferenz in Brüssel zur „Prävention von Syphilis und anderer venerischer Erkrankungen“.
Während seiner Laufbahn erhielt er diverse Ehrenprofessuren und war Mitglied, Ehrenmitglied und korrespondierendes Mitglied bei einer Reihe von medizinischen Vereinigungen. Am 4. Februar 1911 wurde er zum Ritter des Sankt-Olav-Orden (Ridder av Sankt Olavs Orden). 1915 emeritierte Cæsar Boeck von seinem Professorenposten. Er starb am 17. März 1917 an einer Angina pectoris.
Neben der Medizin beschäftigte sich Bock vor allem mit der Kunst vor allem der Malerei. Er war ein regelmäßiger Besucher von Museen und nutzte auch seine Reisen, um sich die Sammlungen anderer Länder anzuschauen. 1917, in seinem Todesjahr, veröffentlichte er die Abhandlung Rembrandt og Saskia i deres hjem. Seine Kunstsammlung vermachte er der Stadt Drammen.

## Wissenschaftliche Leistungen
Cæsar Peter Møller Boeck beschäftigte sich während seiner gesamten medizinischen Laufbahn mit sehr vielen unterschiedlichen Erkrankungen, allen voran den Erkrankungen der Haut. Besonders seine Arbeiten zur von ihm als „benignes Sarkoid“ beschriebenen Sarkoidose, auch bekannt als Morbus Boeck, sind bis heute bedeutend. Er beschrieb diese Krankheit erstmals 1899 umfassend, obwohl er bereits vorher eine Reihe von Veröffentlichungen zu diesem Thema geschrieben hatte. 1904 beschrieb er die Krankheit ein weiteres Mal an einem 36-jährigen Polizeibeamten, der eine Veränderung der Haut und der Lymphknoten aufwies.
Weitere wesentliche Beiträge lieferte Boeck unter anderem zur Hutchinsonschen Pupille, den Hutchinsonschen Zähnen, Morbus Mortimer und der Hirnhautentzündung die von Ludo van Bogaert  beschrieben wurde.
Boeck erforschte auch die Syphilis. Die Patienten wurden von ihm nicht behandelt, aber während der hochansteckenden Stadien I und II isoliert. In einer umfangreichen Studie an etwa 2000 Erkrankten untersuchte und beschrieb er den natürlichen Verlauf der Krankheit.
Gemeinsam mit Mikael Skjelderup (1834–1902) und Fredrik Stabell (1832–99) gründete er das Magazin Tidsskrift for praktisk Medicin (1881–1886). Daneben zeichnete er für ein umfassendes Werk an Fachpublikationen verantwortlich.